# Liste d'élections nationales en 2023
Chronologie des élections nationales
- 2019
- 2020
- 2021
- 2022
- 2023
- 2024
- 2025
- 2026
- 2027

Cette liste recense les élections nationales organisées durant l'année 2023. Elle inclut les élections présidentielles et parlementaires, ainsi que les référendums, dans les États souverains ou sécessionnistes,.
Les élections infra-nationales (territoriales, régionales, municipales,...) sont répertoriées dans la liste d'élections infranationales en 2023.

## Commentaires généraux
En Argentine, le candidat d'extrême-droite de tradition libertarienne Javier Milei est élu président en novembre dans un contexte de crise économique. Aux Pays-Bas, le Parti pour la liberté, parti de la droite radicale nationaliste et populiste, devient en novembre la première force au parlement avec un quart des sièges à la chambre basse. En Pologne, le gouvernement de coalition de droite populiste et d'extrême-droite de Mateusz Morawiecki perd le pouvoir aux élections d'octobre, le centriste pro-européen Donald Tusk formant le nouveau gouvernement.
Au Gabon, les élections présidentielle et législative en août qui reconduisent au pouvoir Ali Bongo sont suivies d'un coup d'État.

Carte du monde indiquant les pays organisant des élections ou des référendums nationaux :
Présidentielle
Législatives
Présidentielle et législatives
Référendum
Présidentielle et référendum
Législatives et référendum
Présidentielle, législatives et référendum
Constituantes et référendum

## Par mois

### Janvier
| Date                        | Pays               | Élections                  | Contexte | Résultats |
| --------------------------- | ------------------ | -------------------------- | --- | --- |
| 8 janvier                   | Bénin              | Législatives               | | L'Union progressiste le renouveau (UPR, centre gauche) perd sa majorité absolue des sièges mais demeure la première force à l'Assemblée nationale. Les partis de la majorité présidentielle du président de la République Patrice Talon, l'UPR et le Bloc républicain (centriste), conservent à eux deux la majorité absolue à l'Assemblée.                                                                                             |
| 14 janvier                  | Kazakhstan         | Sénatoriales               | Élections au suffrage indirect de 20 des 50 sénateurs du Sénat khazak | 20 candidats indépendants sont élus sénateurs |
| 18 janvier                  | Antigua-et-Barbuda | Législatives               | | Le Parti travailliste (centre gauche) subit un très net recul mais conserve de justesse la majorité absolue des sièges. Gaston Browne demeure Premier ministre. |
| 19 janvier                  | Liban              | Présidentielle             | Suffrage indirect. Onzième session du scrutin entamé en septembre 2022. | Michel Moawad, candidat de l'Alliance du 14-Mars remporte avec 75,55 % des suffrages exprimés le premier tour pour la 11e fois de suite. Cependant, pour la 11e fois de suite, le taux de suffrage exprimé est inférieur à 2/3 de la Chambre des députés, ce qui invalide les résultats du premier tour et rend impossible la tenue d'un deuxième. Un 12e premier tour est donc requis.                                                 |
| 20 janvier                  | Trinité-et-Tobago  | Présidentielle             | Scrutin indirect. | Christine Kangaloo, candidate du Mouvement National du Peuple est élue avec 68,57 % des voix par le Parlement face à Israel Khan, candidat du Congrès national uni |
| 21 janvier                  | Slovaquie          | Référendum constitutionnel | Possibilité d'organiser un référendum sur le déclenchement d'élections anticipées. | Le "oui" l'emporte à 98,44 %, mais seuls 27,26 % des inscrits ont votés, en deçà des 50 % requis. Le référendum échoue donc. |
| 26 janvier                  | Tokelau            | Générales                  | Territoire de facto autonome sous souveraineté de la Nouvelle-Zélande. Élection du General Fono (parlement) et du Conseil permanent du Gouvernement (exécutif), tous deux au suffrage universel direct.                                                                                | Il n'existe pas de partis politiques aux Tokelau. Tous les élus sont des indépendants. |
| 13-14 janvier 27-28 janvier | Tchéquie           | Présidentielle             | Ayant effectué deux mandats, le président sortant Miloš Zeman (droite populiste, proche du parti ANO 2011) n'est pas rééligible | Alternance. Petr Pavel (indépendant, soutenu par une partie de la coalition gouvernementale de centre-droit du Premier ministre Petr Fiala est élu avec 58,33 % des voix au second tour face à Andrej Babiš (ANO 2011 : droite populiste ; 41,67 %). |
| 29 janvier                  | Liechtenstein      | Référendum constitutionnel | Interdiction des casinos. | Le "non" l'emporte largement avec 73,32 % des suffrages. |
| 29 janvier                  | Tunisie            | Législatives               | 2d tour. Dans le cadre de la crise politique de 2021-2023, les citoyens ont approuvé par référendum en 2022, mais avec un très fort taux d'abstention et de boycott, une nouvelle Constitution qui instaure un régime présidentiel et réduit le rôle et les prérogatives du Parlement. | Ces élections législatives connaissent un taux de participation historiquement bas : 11,2 % au premier tour, et 11,4 % au second tour. Dans un contexte d'une très forte abstention et du boycott des principaux partis politiques, les candidats indépendants remportent la majorité des sièges. La nouvelle législature qui s'ouvre le 13 mars 2023 voit la demande du président Kaïs Saïed de ne pas former de groupe parlementaire. |

### Février
| Date            | Pays       | Élections                  | Contexte | Résultats |
| --------------- | ---------- | -------------------------- | --- | --- |
| 5 février       | Monaco     | Législatives               | | Avec 89,6 % des voix, l'Union nationale monégasque (centre-droit à droite, conservatrice, libérale en économie, eurosceptique), au pouvoir, remporte tous les sièges au Conseil national face à Nouvelles Idées pour Monaco (centre-gauche social-démocrate, écologiste et progressiste). Le gouvernement étant nommé par le prince indépendamment des résultats des élections, Pierre Dartout (indépendant) demeure ministre d'État (chef du gouvernement). |
| 5 février       | Équateur   | Référendum constitutionnel | Porte sur plusieurs questions relatives à la sécurité, l'organisation des pouvoirs publics et l'environnement. | Les 8 modifications constitutionnelles proposées par le président de la république Guillermo Lasso par referendum sont rejetées par une majorité des votes. |
| 5 et 12 février | Chypre     | Présidentielle             | Le président en exercice Níkos Anastasiádis n'est pas candidat à sa réélection, la constitution limitant à deux le nombre de mandats présidentiels consécutifs. Le candidat de son parti, Avérof Neofýtou (Rassemblement démocrate : droite libérale-conservatrice et chrétienne-démocrate) est éliminé au premier tour avec 26,1 % des voix. | Níkos Christodoulídis, exclu du Rassemblement démocrate pour s'être présenté contre le candidat de ce dernier, et se présentant en indépendant mais soutenu par le Parti démocrate (droite nationaliste, conservatrice et populiste), le Mouvement pour la démocratie sociale (centre-gauche social-démocrate et laïc), le Front démocratique (centriste, libéral) et le Mouvement solidarité (droite national-conservatrice), est élu au second tour avec 52,0 % des voix face Andréas Mavroyiánnis, candidat indépendant soutenu par le Parti progressiste des travailleurs (communiste, 48,0 % des voix). Le nouveau président forme le 1er mars un gouvernement de coalition minoritaire constitué des partis politiques DIKO, EDEK,DIPA et AL |
| 13 février      | Bangladesh | Présidentielle             | Scrutin indirect. | Seul candidat en lice, Mohammad Shahabuddin est déclaré élu en l'absence d'opposants. |
| 24 février      | Djibouti   | Législatives               | Djibouti n'est généralement pas considéré comme une démocratie, l'opposition étant soumise à des restrictions et à des actes d'intimidation. Un seul parti d'opposition est autorisé à concourir, et pour près de la moitié des sièges seul le parti au pouvoir a des candidats.                                                              | L'Union pour la majorité présidentielle, parti du président Ismaïl Omar Guelleh au pouvoir depuis 1999, conserve sans surprise sa majorité écrasante des sièges. |
| 25 février      | Nigeria    | Présidentielle             | Le président sortant Muhammadu Buhari (Congrès des progressiste) n'est pas candidat à sa réélection, la Constitution interdisant à un président d'effectuer plus de deux mandats. | Bola Tinubu (Congrès des progressistes : centre, libéral) est élu dès le premier tour avec 36,6 % des voix, ayant rempli les conditions d'obtenir la majorité relative des suffrages au niveau national et plus de 25 % dans au moins 24 des 36 États du pays. Ses principaux concurrents Atiku Abubakar (Parti démocratique populaire : droite néo-libérale et conservatrice) et Peter Obi (Parti travailliste : centre-gauche, social-démocrate) obtiennent respectivement 29,1 % et 25,4 % des voix. |
| 25 février      | Nigeria    | Législatives Sénatoriales  | | Le Congrès des progressistes perd sa majorité absolue à la Chambre des représentants mais conserve néanmoins celle au Sénat. |

### Mars
| Date    | Pays         | Élections      | Contexte | Résultats |
| ------- | ------------ | -------------- | --- | --- |
| 2 mars  | Viêt Nam     | Présidentielle | Scrutin indirect anticipé. | Seul candidat en lice au sein d'un régime à parti unique, Võ Văn Thưởng est élu à l'unanimité des voix. |
| 5 mars  | Estonie      | Législatives   | | Parlement sans majorité. Le Parti de la réforme (centre-droit libéral et pro-européen) de la Première ministre Kaja Kallas accroît sa majorité relative avec plus d'un tiers des sièges. Il devance largement le Parti populaire conservateur (extrême-droite national-conservatrice et populiste) qui devient la deuxième force au Parlement, juste devant le Parti du centre (centriste, social-libéral, proche de la minorité russophone) et le nouveau parti Estonie 200 (centriste, social-libéral, pro-européen). Kaja Kallas (Parti de la réforme) demeure Première ministre, formant un gouvernement de coalition avec Estonie 200 et le Parti social-démocrate (centre-gauche, troisième voie). |
| 7 mars  | Micronésie   | Législatives   | Il n'y a pas de partis politiques aux États fédérés de Micronésie. Le Congrès fédéral, composé d'un représentant pour chacun des quatre États du pays ainsi que de dix représentants de circonscriptions, élit ensuite en mai le président et le vice-président de la République, parmi les quatre représentants des États. | Douze des quatorze députés sortants sont réélus. Battu toutefois à ces élections, David Panuelo ne peut briguer de second mandat à la présidence de la République. Le 11 mai, le Congrès élit Wesley Simina à la présidence de la République. |
| 9 mars  | Népal        | Présidentielle | Scrutin indirect. | Ram Chandra Poudel l'emporte par 68,54 % des voix. |
| 10 mars | Chine        | Présidentielle | Scrutin indirect. La Chine est un État à parti unique, sans aucune élection nationale au suffrage direct. | Seul candidat en lice, Xi Jinping est réélu pour un troisième mandat, une première dans le pays depuis la suppression de la limitation à deux mandats entreprise sous son impulsion. |
| 12 mars | Cameroun     | Sénatoriales   | Scrutin indirect. | Disposant du soutien d'une large majorité des conseillers municipaux et régionaux, le Rassemblement démocratique du peuple camerounais au pouvoir remporte la totalité des sièges au sénat. |
| 19 mars | Monténégro   | Présidentielle | 1er tour. | Le candidat du DPS Milo Đukanović et le candidat du PES! Jakov Milatović sont qualifiés pour le second tour organisé le 2 avril. |
| 19 mars | Kazakhstan   | Législatives   | Élections anticipées. Elles font suite à la révolte populaire de janvier 2022 suivie du référendum constitutionnel de juin 2022 qui réduit quelque peu les pouvoirs du président de la République et réforme le mode d'élection du Parlement, accordant une plus grande représentation à la diversité de partis politiques du pays. Radio Free Europe rapporte toutefois que tous les partis autorisés sont plus ou moins inféodés au gouvernement, et que les candidats d'opposition indépendants peinent à voir leur candidature validée par les autorités. | Le parti Amanat (conservateur, laïc, attrape-tout), au pouvoir, conserve une large majorité des sièges. |
| 26 mars | Cuba         | Législatives   | Cuba est un État à parti unique. Des organismes liés au parti choisissent un unique candidat par siège à pourvoir, ce candidat étant ensuite soumis à l'approbation des citoyens par ces élections. | Avec un taux de participation de 75,8 %, 90,3 % des votants approuvent au moins l'un des candidats dans leur circonscription. Tous les candidats sont élus. |
| 26 mars | Turkménistan | Législatives   | Le Turkménistan est une dictature, parfois qualifiée d'État totalitaire. Aucun parti d'opposition ni aucune candidature d'opposition n'est toléré. | Le Parti démocrate (autoritaire, conservateur, attrape-tout), au pouvoir, obtient une courte majorité absolue des sièges, les autres sièges revenant à des partis qui lui sont de fait subordonnés. |

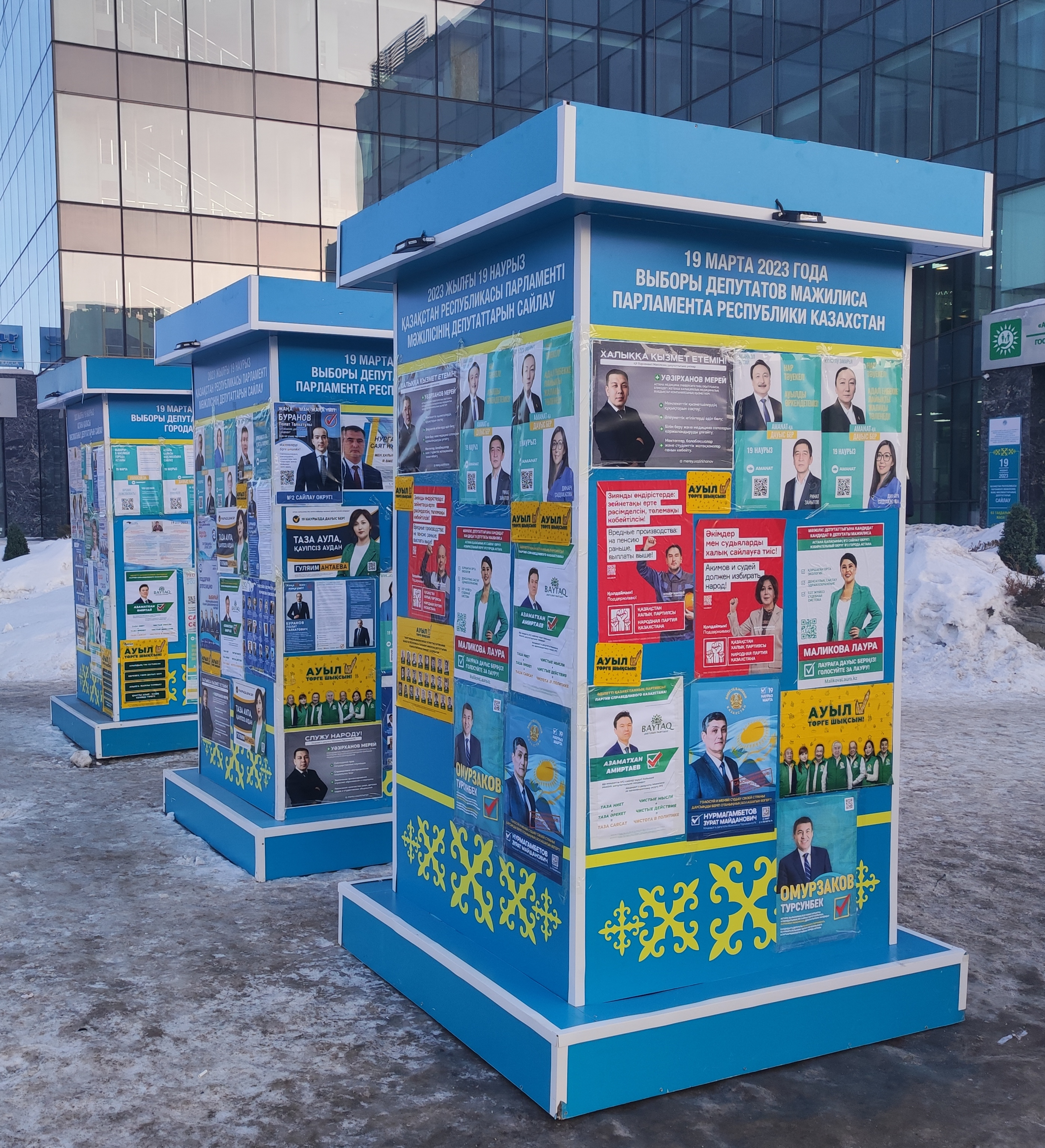
Paneaux électoraux pour les législatives kazakhes de mars 2023.

### Avril
| Date     | Pays        | Élections                  | Contexte | Résultats |
| -------- | ----------- | -------------------------- | --- | --- |
| 2 avril  | Andorre     | Législatives               | | Le parti Démocrates pour Andorre (centre-droit libéral-conservateur) du Premier ministre Xavier Espot Zamora, qui disposait d'une majorité relative des sièges, progresse et en remporte la majorité absolue. Son partenaire de coalition Libéraux d'Andorre (centre-droit libéral) perd par contre tous ses sièges. Xavier Espot Zamora demeure Premier ministre, formant un gouvernement avec ses alliés Citoyens engagés (centriste, social-libéral, écologiste) et Action pour Andorre (centriste, social-libéral, progressiste). |
| 2 avril  | Bulgarie    | Législatives               | Élections anticipées, les précédentes en 2022 n'ayant pas abouti à la formation d'un gouvernement. | Parlement sans majorité. L'alliance du parti Citoyens pour le développement européen de la Bulgarie (GERB ; centre-droit chrétien-conservateur et pro-européen) et de l'Union des forces démocratiques (SDS ; droite chrétienne-conservatrice) devient la première force à l'Assemblée nationale avec un peu plus d'un quart des sièges. Elle devance de peu l'alliance du parti Nous continuons le changement (centre social-libéral et pro-européen) et du parti Bulgarie démocratique (centre-droit libéral-conservateur et pro-européen). Nikolaï Denkov (Nous continuons le changement) devient Premier ministre, formant un gouvernement de coalition avec le GERB-SDS.                   |
| 2 avril  | Finlande    | Législatives               | | Parlement sans majorité. Trois partis arrivent à quasi-égalité en termes de voix et de sièges, avec chacun un peu moins d'un quart des sièges. Le Parti de la coalition nationale (droite libéral-conservatrice) devient la première force au Parlement, devant le Parti des Finlandais (droite populiste et national-conservatrice) et le Parti social-démocrate (centre-gauche) de la Première ministre sortante Sanna Marin. Petteri Orpo (Parti de la coalition nationale) devient Premier ministre, formant un gouvernement de coalition avec le Parti des Finlandais, le Parti populaire suédois (Centre, libéralisme) et les Chrétiens-démocrates (Centre droit, démocratie chrétienne). |
| 2 avril  | Monténégro  | Présidentielle             | 2e tour. | Alternance. Jakov Milatović (Europe maintenant ! : centriste, libéral, populiste, pro-européen) est élu avec 58,9 % des voix face au président de la République sortant Milo Đukanović (Parti démocrate des socialistes : droite attrape-tout, néolibérale, nationaliste, pro-européenne et atlantiste). |
| 19 avril | Cuba        | Présidentielle             | Suffrage indirect | L'Assemblée nationale du pouvoir populaire réélit Miguel Díaz-Canel (Parti communiste), seul candidat à la présidence de la République. |
| 20 avril | Bhoutan     | Sénatoriales               | Le Conseil national (chambre haute) est élu au suffrage universel direct. Les candidats doivent être diplômés de l'enseignement supérieur et ne doivent pas être membres d'un parti politique. | Le scrutin produit un important renouvellement du Conseil national, la plupart des membres sortants étant battus. |
| 29 avril | Niue        | Législatives               | État associé de la Nouvelle-Zélande. Il n'existe pas de partis politiques à Niue. | Près de la moitié des députés sont de nouveaux élus. Les ministres sortants conservent toutefois leurs sièges de députés. Dalton Tagelagi est réélu au poste de Premier ministre. |
| 30 avril | Paraguay    | Présidentielle             | Le président de la République sortant, Mario Abdo du Parti colorado, n'est pas éligible à sa réélection, la constitution interdisant les mandats présidentiels consécutifs. | Santiago Peña (Parti colorado : droite national-conservatrice catholique) est élu président avec 43,9 % des voix face à douze autres candidats dont notamment Efraín Alegre (Parti libéral radical authentique : droite conservatrice, libérale en économie ; 28,25 %) et Paraguayo Cubas (Parti de la croisade nationale : droite national-populiste ; 23,6 %). |
| 30 avril | Paraguay    | Parlementaires             | | Le Parti colorado accroît sa courte majorité absolue des sièges à la Chambre des députés, et remporte de justesse la majorité absolue des sièges au Sénat, chambre sans majorité durant la législature précédente. |
| 30 avril | Ouzbékistan | Référendum constitutionnel | Porte sur le passage au septennat présidentiel. L'Ouzbékistan est une dictature, où aucun mouvement d'opposition n'est toléré et où le pouvoir pratique des fraudes électorales. La réforme constitutionnelle vise notamment à permettre au président Shavkat Mirziyoyev, qui devrait normalement quitter le pouvoir après deux mandats de cinq ans en 2026, de briguer deux nouveaux mandats, cette fois de sept ans. | En l'absence de toute campagne d'opposition, la réforme est approuvée par 90,6 % des votants. |

### Mai
| Date         | Pays           | Élections      | Contexte | Résultats |
| ------------ | -------------- | -------------- | --- | --- |
| 7 mai        | Chili          | Constituantes  | | Assemblée sans majorité. Le Parti républicain (extrême-droite pinochetiste, néo-libérale et conservatrice) arrive premier avec un peu moins de la moitié des sièges, et dispose de suffisamment de sièges pour bloquer toute modification du projet constitutionnel. Il devance l'Unité pour le Chili (coalition des gauches et des écologistes). Les sièges restants sont remportés par la liste Chili sans danger (coalition de partis de centre-droit et de droite). |
| 14 mai       | Thaïlande      | Législatives   | Après le coup d'État militaire de 2014, le Premier ministre doit être choisi par les deux chambres réunies du parlement, le Sénat étant nommé par les militaires. C'est ainsi que la junte s'est maintenue au pouvoir bien qu'ayant été mise en minorité à la Chambre des représentants aux élections de 2019. | Parlement sans majorité. Le parti d'opposition Aller de l'avant (centre-gauche social-démocrate et progressiste) arrive en tête avec un peu moins du tiers des sièges à la Chambre des représentants, et donc un cinquième des sièges au parlement dans son ensemble puisque les membres du Sénat sont intégralement nommés par la junte. Il devance d'une dizaine de sièges un autre parti d'opposition, le Pheu Thai (centre-gauche de troisième voie, progressiste et populiste, libéral en économie). Le Parti de la fierté thaïe (conservateur et populiste) est troisième, devant les partis de la junte, le Palang Pracharat (droite national-conservatrice et autoritaire) et le Parti de la Nation thaïe unie (droite national-conservatrice et autoritaire). Pita Limjaroenrat (Aller de l'avant) parvient à former une coalition de huit partis pro-démocratie, coalition qui dispose d'une majorité absolue des sièges à la Chambre des représentants. Il est le seul candidat au poste de Premier ministre, mais le Sénat bloque sa nomination. C'est finalement Srettha Thavisin (Pheu Thai) qui est élu Premier ministre en s'alliant avec les partis militaristes du Parti de la fierté thaïe et du Parti de la Nation thaïe unie, obtenant ainsi la confiance des sénateurs. |
| 14 mai       | Turquie        | Présidentielle | 1er tour de la présidentielle. | |
| 14 mai       | Turquie        | Législatives   | Tour unique des législatives. | L'Alliance populaire (droite à extrême-droite islamo-nationaliste, conservatrice et autoritaire) du président Recep Tayyip Erdoğan recule mais conserve une majorité absolue des sièges à la Grande Assemblée nationale, loin devant la coalition d'opposition Alliance de la nation (centriste, hétéroclite). |
| 21 mai       | Timor oriental | Législatives   | | Parlement sans majorité. Alternance. La coalition de centre-gauche au pouvoir perd sa majorité absolue des sièges, tandis que le parti d'opposition Congrès national de reconstruction timoraise (centre-gauche) manque de peu d'obtenir la majorité absolue à lui seul. Xanana Gusmão (CNRT) devient Premier ministre, formant un gouvernement de coalition avec le Parti démocrate (centre-gauche). |
| 21 mai       | Grèce          | Législatives   | | Parlement sans majorité. Le parti Nouvelle Démocratie (droite libéral-conservatrice et social-libérale) du Premier ministre Kyriákos Mitsotákis perd de peu sa majorité absolue des sièges. Refusant un gouvernement de coalition, ce dernier convoque des élections anticipées qui verront le rétablissement de la prime majoritaire : des sièges supplémentaires pour le parti arrivant en tête. |
| 13 et 27 mai | Mauritanie     | Législatives   | | Le Parti de l'équité (conservateur, populiste) du président Mohamed Ould Ghazouani accroît sa majorité absolue des sièges. |
| 28 mai       | Turquie        | Présidentielle | 2d tour | Le président Recep Tayyip Erdoğan (Alliance populaire : droite à extrême-droite islamo-nationaliste, conservatrice et autoritaire) est réélu pour un troisième mandat avec 52,2 % des voix face à Kemal Kılıçdaroğlu (Alliance de la nation : centriste, hétéroclite). |
| 30 mai       | Pays-Bas       | Sénatoriales   | Scrutin indirect | Le Gouvernement Rutte (VVD-D66-CDA-CU), auparavant dotée de 32 sièges au sénat, en perd 8 et sa majorité. Afin de constituer une majorité, la coalition au pouvoir peut s'étendre à sa droite au BBB qui fait une entrée fracassante au sénat en gagnant 16 sièges, ou à sa gauche à la coalition PDVA/GL, dotée de 14 sièges. Le gouvernement de Mark Rutte éclate cependant en juillet déclenchant des élections législatives anticipées. |
| 31 mai       | Lettonie       | Présidentielle | Scrutin indirect | Edgars Rinkēvičs, candidat de Nouvelle Unité est élu au troisième tour du scrutin avec 67,53 % des voix par la Saeima face à Uldis Pīlēns, candidat indépendant. |

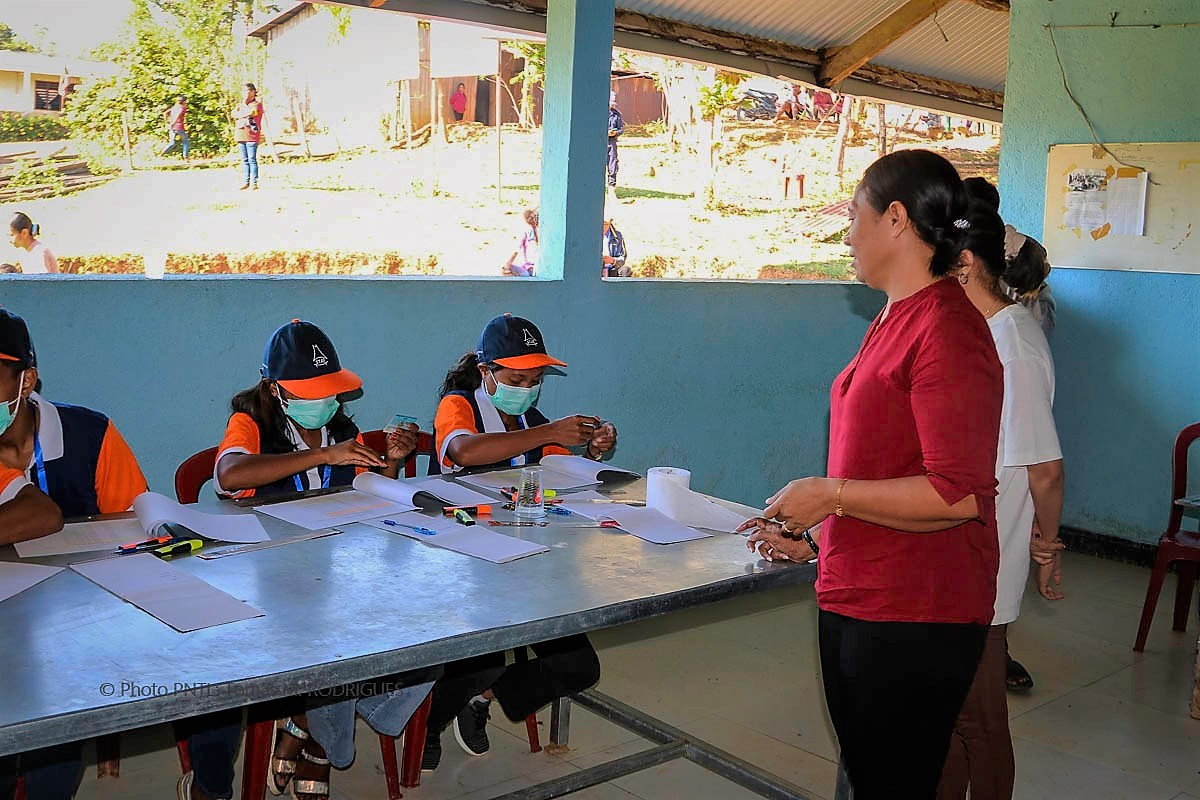
Déroulement des élections législatives au Timor oriental en mai 2023.

### Juin
| Date    | Pays          | Élections                  | Contexte | Résultats |
| ------- | ------------- | -------------------------- | --- | --- |
| 4 juin  | Guinée-Bissau | Législatives               | Anticipées, le président de la République Umaro Sissoco Embaló ayant dissous le Parlement où il n'avait pas de majorité.                                                                                       | Le Parti africain pour l'indépendance (centre-gauche), parti d'opposition au président et qui disposait d'une majorité relative des sièges au parlement sortant, remporte cette fois une courte majorité absolue des sièges avec son alliée l'Union pour le changement. Le président Sissoco se résout à une cohabitation et nomme Geraldo Martins (Parti africain pour l'indépendance) au poste de Premier ministre. |
| 6 juin  | Koweït        | Législatives               | Scrutin anticipé, les résultats des élections de 2022 remportées par l'opposition ayant été cassés par la Cour constitutionnelle. Il n'y a pas de partis politiques au Koweït, mais des groupements informels. | Les élus d'opposition sont à nouveau majoritaires à l'Assemblée nationale, où les partisans du gouvernement d'Ahmad Nawaf demeurent donc en minorité. |
| 11 juin | Monténégro    | Législatives               | Anticipées | Parlement sans majorité. Alternance. Le parti Europe maintenant ! (centriste, social-libéral, pro-européen) du président Jakov Milatović obtient la majorité relative avec presque un tiers des sièges, devançant de peu la coalition « Ensemble ! » menée par le Parti démocrate des socialistes (droite néolibérale, pro-européenne et atlantiste). Milojko Spajić (Europe maintenant !) devient Premier ministre, formant un gouvernement de coalition qui inclut également le parti Monténégro démocratique (libéral en économie, pro-européen, attrape-tout), le Parti socialiste populaire (centre-droit conservateur, pro-européen), Civis (centriste, libéral, laïc, pro-européen) et une alliance de deux partis conservateurs ethniques albanais. |
| 14 juin | Liban         | Présidentielle             | Suffrage indirect. Douzième session du scrutin entamé en septembre 2022. | Pour la 12e fois depuis le 29 septembre 2022, aucun candidat n'arrive à obtenir la majorité suffisante pour être élu. |
| 18 juin | Suisse        | Référendums                | Trois objets sont soumis à la votation : Une taxe de 15 % sur les entreprises, une loi sur la protection du climat, et une sur les mesures d'urgences en cas de pandémie.                                      | Les trois votations sont approuvées : celle sur l'imposition des entreprises est acceptée par 78,5 % des voix, celle sur la protection du climat est acceptée par 59,1 % et celle sur les mesures d'urgence en cas de pandémie est acceptée par 61,9 %. |
| 18 juin | Mali          | Référendum constitutionnel | Porte sur une nouvelle constitution, dans le cadre des accords de paix de la guerre du Mali. | Boycotté par l'opposition à la junte, le scrutin n'atteint un taux de participation que de 39,4 %. 97,0 % des votants se prononcent en faveur de la nouvelle Constitution. Celle-ci instaure la Quatrième République, transformant le régime semi-présidentiel en régime présidentiel. Le président obtient des pouvoirs accrus, et peut désormais nommer un Premier ministre sans tenir compte de la majorité parlementaire, ainsi que dissoudre le parlement. |
| 24 juin | Sierra Leone  | Présidentielle             | | Le président Julius Maada Bio (Parti du peuple : centriste, libéral, troisième voie) est réélu dès le premier tour avec 56,2 % des voix face aux douze autres candidats dont notamment Samura Kamara (Congrès de tout le peuple : centre-gauche, 41,2 %). |
| 24 juin | Sierra Leone  | Législatives               | | Le Parti du peuple remporte la majorité absolue des sièges au Parlement. |
| 25 juin | Guatemala     | Présidentielle             | 1er tour de la présidentielle. | |
| 25 juin | Guatemala     | Législatives               | Tour unique des législatives. | Congrès sans majorité. Vamos (droite conservatrice autoritaire et néo-libérale), le parti du président sortant, y devient le premier parti avec près d'un quart des sièges, devançant l'Union nationale de l'espérance (centre-droit chrétien-conservateur et social-libéral). |
| 25 juin | Grèce         | Législatives               | Scrutin anticipé, les élections en mai ayant produit un parlement sans majorité. Pour ce scrutin, la prime majoritaire est rétablie, conférant des sièges supplémentaires au parti arrivé en tête.             | Conséquence du rétablissement de la prime majoritaire, le parti Nouvelle Démocratie (droite conservatrice, libérale en économie, pro-européenne), qui avait obtenu la majorité relative en mai, remporte une courte majorité absolue des sièges. Son chef Kyriákos Mitsotákis redevient Premier ministre. SYRIZA (centre-gauche progressiste, écologiste et laïc) demeure la principale force d'opposition, mais perd un tiers des sièges qui lui restaient après les élections de mai. |

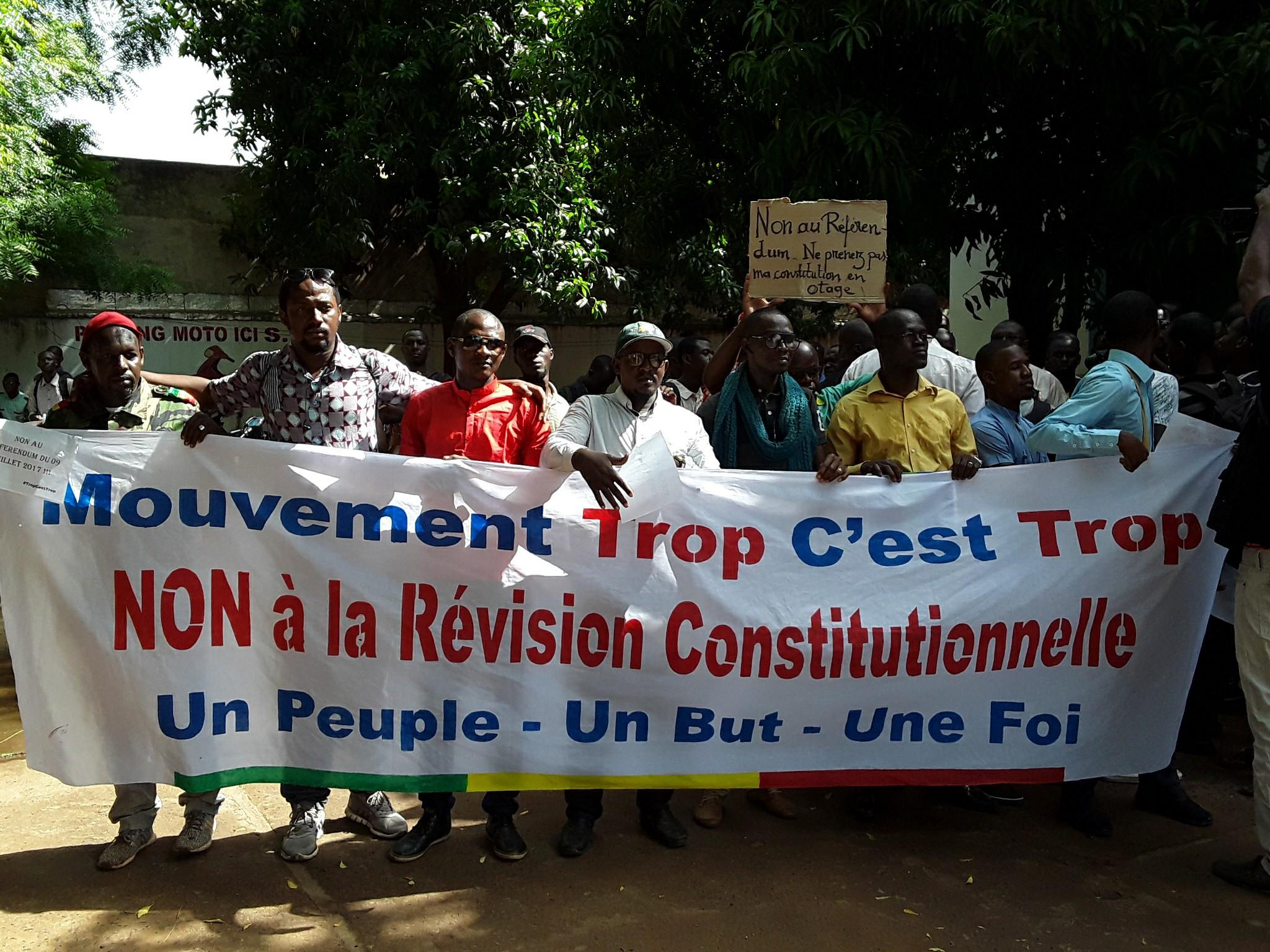
Manifestants contre le référendum de révision constitutionnelle organisé par la junte au Mali en juin 2023.

### Juillet
| Date       | Pays                        | Élections                  | Contexte | Résultats |
| ---------- | --------------------------- | -------------------------- | --- | --- |
| 4 juillet  | États fédérés de Micronésie | Référendum constitutionnel | Neuf amendements constitutionnels sont soumis à référendum. | Tous les amendements sont approuvés par la population à la majorité requise des trois quarts des suffrages dans au moins trois des quatre états. |
| 9 juillet  | Ouzbékistan                 | Présidentielle             | Scrutin anticipé. L'Ouzbékistan est une dictature, où seuls sont autorisés les partis politiques inféodés au gouvernement.                                                 | Chavkat Mirzioïev (Parti libéral-démocrate : droite autoritaire, conservatrice, libérale en économie), Premier ministre de 2003 à 2016 puis président de la République depuis 2016, est réélu avec 87,1 % des voix pour un mandat de sept ans, face à trois candidats de façade, choisis par le pouvoir et qui n'ont pas mené campagne. |
| 23 juillet | Cambodge                    | Législatives               | Au pouvoir depuis 1984, le Premier ministre Hun Sen mène un régime autoritaire, où toute opposition réelle est réprimée.                                                   | L'opposition ayant été dissoute par le gouvernement, le Parti populaire de Hun Sen (droite conservatrice et autoritaire, libérale en économie) conserve la quasi-totalité des sièges. Les quelques autres reviennent au FUNCINPEC (centre-droit conservateur). Hun Sen démissionne au profit de son fils, le général Hun Manet, qui lui succède comme Premier ministre. |
| 23 juillet | Espagne                     | Parlementaires             | Scrutin anticipé, à la suite de la défaite des partis du gouvernement aux élections régionales et municipales.                                                             | Parlement sans majorité. Le Parti populaire (libéral-conservateur) arrive en tête avec environ 33 % des voix, mais n'est pas en mesure de réunir une majorité même avec le concours de Vox (extrême droite), avec qui il gouverne plusieurs régions et grandes villes. Il devance le Parti socialiste du président du gouvernement, Pedro Sánchez, qui se redresse après son échec aux élections locales. La clé de la stabilité gouvernementale repose sur les partis indépendantistes, souverainistes et nationalistes périphériques. À la fin du mois de septembre, Alberto Núñez Feijóo (Parti populaire) échoue à obtenir l'investiture du Congrès des députés. En novembre, Pedro Sánchez est réinvesti et demeure président du gouvernement en formant un gouvernement de coalition avec Sumar (gauche) et le soutien de six partis nationalistes et indépendantistes. |
| 30 juillet | République centrafricaine   | Référendum constitutionnel | La proposition de nouvelle constitution vise à permettre au président Faustin-Archange Touadéra de briguer un troisième mandat, ce que la constitution existante interdit. | Avec un taux de participation de 61,1 %, la réforme est approuvée par 95,3 % des votants. Elle permet au président Touadéra de briguer un troisième mandat en 2024, cette fois de sept ans et renouvelable indéfiniment. Elle interdit par ailleurs à son principal opposant, Anicet-Georges Dologuélé, d'être candidat à la présidentielle, en l'interdisant aux binationaux. |

### Août
| Date    | Pays                | Élections                   | Contexte | Résultats |
| ------- | ------------------- | --------------------------- | --- | --- |
| 20 août | République du Congo | Sénatoriales                | Scrutin indirect | Le Parti congolais du travail (PCT) conserve sans surprise la majorité absolue des sièges. |
| 20 août | Équateur            | Présidentielle              | Élections anticipées. 1er tour de l'élection présidentielle. | Luisa González (RC, corréiste) et Daniel Noboa (ADN) se qualifient pour le second tour avec respectivement 33,6 % et 23,4 % des voix. Christian Zurita, qui remplace Fernando Villavicencio (MC25), assassiné durant la campagne, arrive 3e avec 16,4 %. Jan Topić arrive 4e avec 14,7 %. |
| 20 août | Équateur            | Législatives                | Élections anticipées. | Parlement sans majorité. Les corréistes (gauche socialiste, progressiste et souverainiste) du Mouvement de la révolution citoyenne arrivent à nouveau en tête avec 50 sièges sur 137. Le Mouvement construire (MC25 ; centriste, anti-corruption) devient le deuxième parti de l'Assemblée nationale avec 31 sièges. ADN (centre-gauche) entre au parlement avec 13 sièges. Le Pachakutik (gauche indigéniste écologiste), devenu la deuxième force de l'Assemblée nationale pour la législature sortante, perd 22 de ses 27 sièges de députés. |
| 20 août | Équateur            | Référendum                  | Initiative populaire proposant l'arrêt de l'exploitation pétrolière dans le parc national Yasuni. | La proposition d'arrêt de l'exploitation pétrolière dans le parc national Yasuni est approuvée par 59,0 % des votants. |
| 20 août | Guatemala           | Présidentielle              | 2d tour. Le président sortant Alejandro Giammattei n'est pas éligible à sa réélection, la constitution interdisant d'effectuer un deuxième mandat présidentiel. Le candidat de son parti Vamos (droite conservatrice autoritaire et néolibérale) a été éliminé au premier tour, terminant 3e avec 10,4 % des voix. La vie politique guatémaltèque est profondément corrompue, et les juges et journalistes qui enquêtent sur la corruption sont emprisonnés. La commission électorale et la Cour constitutionnelle, inféodées au gouvernement et corrompues, interdisent les candidatures de candidats d'opposition favoris des sondages ; seules des candidatures de droite et d'extrême-droite, « des candidats cooptés par les élites dirigeantes », sont autorisées parmi les candidats les plus connus,. | Bernardo Arévalo (parti Semilla, social-libéral) est élu avec 60,9 % des voix face à Sandra Torres (Union nationale de l'espérance : attrape-tout, conservateur, social-libéral). |
| 23 août | Zimbabwe            | Présidentielle              | Les observateurs étrangers relèvent de graves irrégularités dans le déroulement du scrutin, dont des actes d'intimidation à l'encontre des électeurs. | Le président de la République sortant Emmerson Mnangagwa (ZANU-PF : attrape-tout, autoritaire, populiste) est déclaré réélu dès le premier tour avec 52,6 % des voix face aux dix autres candidats dont notamment Nelson Chamisa (Coalition citoyenne pour le changement : centre-gauche, 44,0 %). |
| 23 août | Zimbabwe            | Parlementaires              | Les observateurs étrangers relèvent de graves irrégularités dans le déroulement du scrutin, dont des actes d'intimidation à l'encontre des électeurs. | Le ZANU-PF conserve également la majorité absolue des sièges au Parlement. |
| 26 août | Gabon               | Présidentielle Législatives | | Le président Ali Bongo (Parti démocratique : conservateur, libéral en économie) est réélu avec 64,3 % des voix face à treize autres candidats dont notamment Albert Ondo Ossa (candidat commun de divers partis d'opposition ; 30,8 %). Dès l'annonce des résultats a lieu un coup d'État annulant les résultats des élections. |

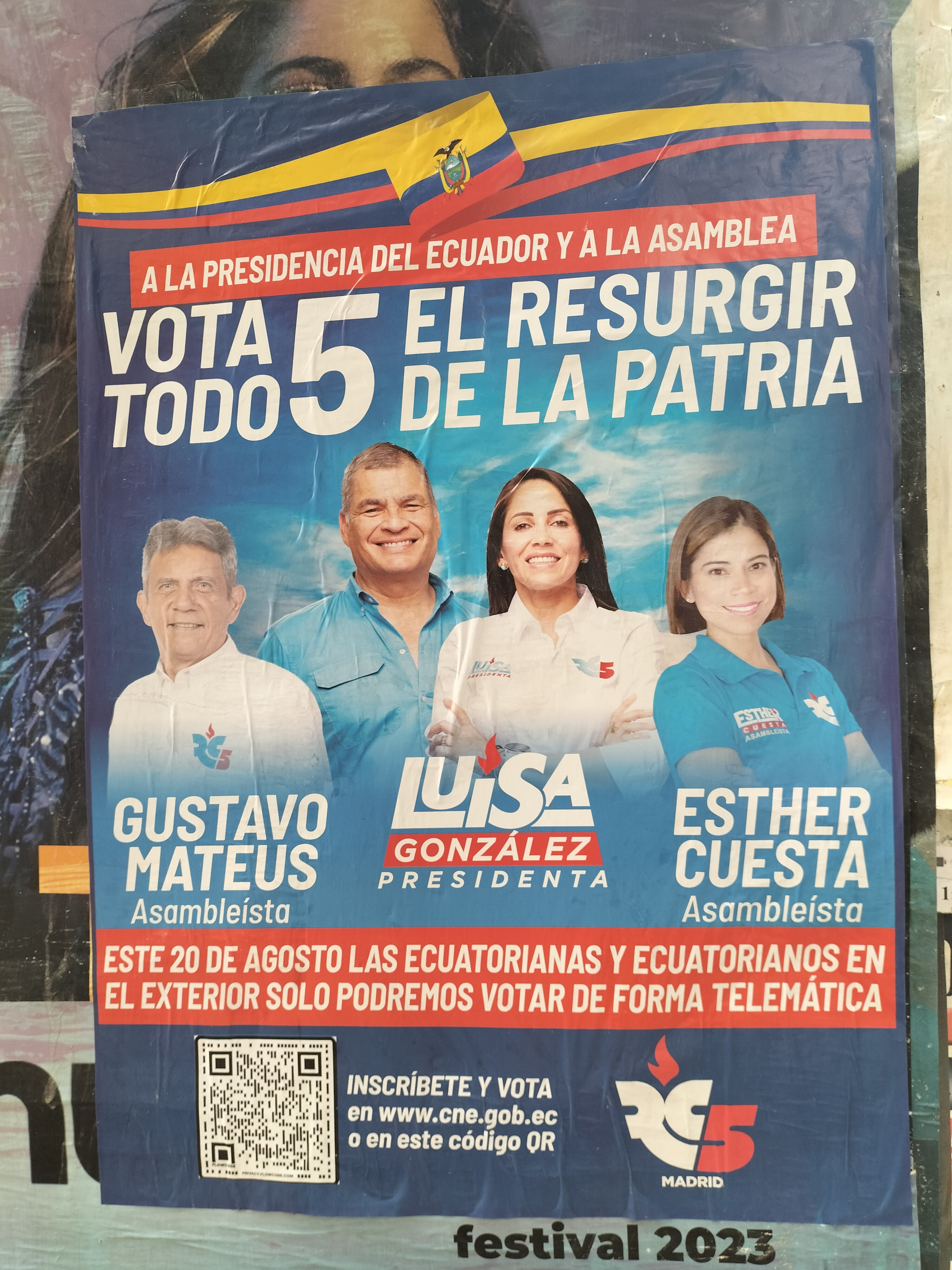
Affiche de campagne pour l'élection présidentielle équatorienne.

### Septembre
| Date              | Pays                                | Élections      | Contexte | Résultats |
| ----------------- | ----------------------------------- | -------------- | --- | --- |
| 1er septembre     | Singapour                           | Présidentielle | Le président de la République a un rôle essentiellement cérémoniel, le pouvoir exécutif étant exercé par le Premier ministre. Le président est néanmoins élu au suffrage universel.                                            | Tharman Shanmugaratnam, ancien vice-Premier ministre qui a quitté le Parti d'action populaire (conservateur, libéral en économie) pour briguer la présidence de la République avec l'appui du gouvernement, est élu avec 70,4 % des voix face aux deux autres candidats. |
| 9 septembre       | Artsakh Haut-Karabagh (Azerbaïdjan) | Présidentielle | République sécessionniste d'Azerbaïdjan entre 1991 et 2023. Scrutin indirect, anticipé. | Samvel Shahramanian est élu par les parlementaires. Le pays est toutefois envahi par l'Azerbaïdjan dix jours plus tard, menant à sa disparition. |
| 16 septembre      | Côte d'Ivoire                       | Sénatoriales   | Scrutin indirect. | Le Rassemblement des houphouëtistes pour la démocratie et la paix (RHDP), le parti du président Alassane Ouattara, conserve sans surprise la majorité absolue des sièges. |
| 24 septembre      | France                              | Sénatoriales   | Scrutin indirect | La majorité de droite confirme sa domination sur la chambre haute du Parlement français, mais les partis de gauche enregistrent une progression. |
| 27 septembre      | Dominique                           | Présidentielle | Scrutin indirect. | Sylvanie Burton (Parti travailliste, DLP) est élu avec 80,0% des voix par l'Assemblée, face à une candidate de l'opposition. Elle est la première femme et d'origine Kalinago à accéder à la tête de l'État. |
| 29 septembre      | Eswatini                            | Législatives   | L'Eswatini (ou Swaziland) est une monarchie absolue, où les prérogatives du parlement sont très limitées. Les partis politiques sont interdits, et les candidats sont présélectionnés dans les conseils locaux des chefferies. | Russell Dlamini succède à Cleopas Dlamini au poste de Premier ministre. |
| 30 septembre      | Slovaquie                           | Législatives   | Élections anticipées | Parlement sans majorité. Le parti populiste et russophile SMER-SD, anciennement de centre gauche, de Robert Fico arrive en tête. Il devance le parti libéral europhile et atlantiste Slovaquie progressiste. HLAS-SD, fondé par l'ancien président du gouvernement Peter Pellegrini, en rupture de ban avec Robert Fico, se classe troisième et assume une position de faiseur de rois. Robert Fico (Parti de la réforme) redevient président du gouvernement, formant un gouvernement de coalition avec le HLAS-SD et le Parti national slovaque (extrême droite, nationaliste). |
| 9 et 30 septembre | Maldives                            | Présidentielle | | Alternance. Le président sortant Ibrahim Solih (Parti démocrate : centriste, libéral, démocrate, laïc) obtient 46,0 % des voix au second tour. Mohamed Muizzu (Parti progressiste : droite islamiste, autoritaire et populiste) est élu avec 54,0 % des voix. |

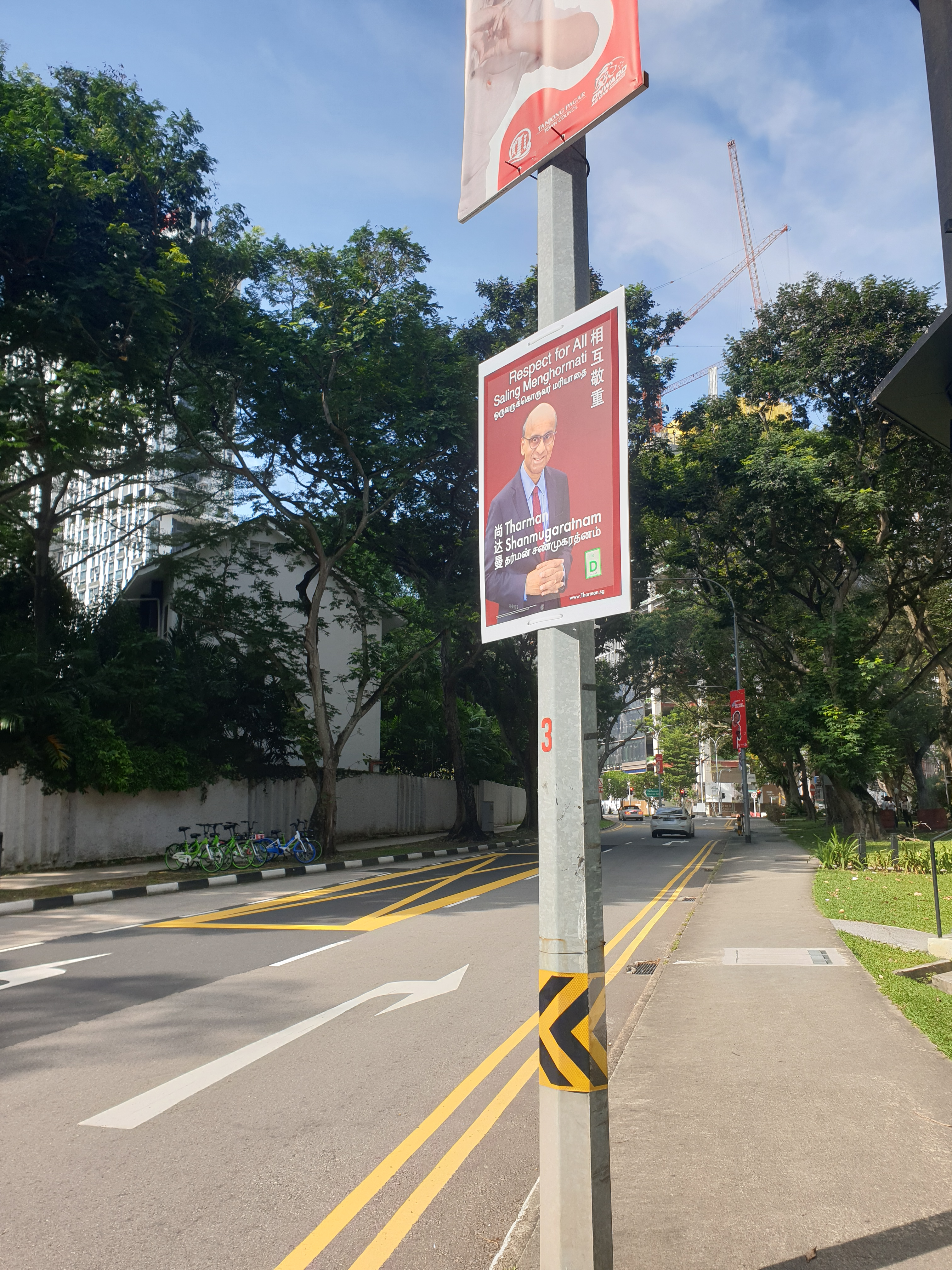
Affiche de campagne pour l'élection présidentielle singapourienne.

### Octobre
| Date       | Pays                | Élections                  | Contexte | Résultats |
| ---------- | ------------------- | -------------------------- | --- | --- |
| 7 octobre  | Émirats arabes unis | Législatives               | Seule une partie de la population est autorisée à voter, pour élire la moitié du Conseil national fédéral, l'autre moitié étant nommée par les émirs. Les partis politiques sont interdits. | En l'absence de partis, tous les élus siègent en tant qu'indépendant. |
| 8 octobre  | Luxembourg          | Législatives               | | Parlement sans majorité. La coalition menée par le Premier ministre Xavier Bettel (Parti démocratique : centre-droit libéral) perd la majorité absolue des sièges. Le parti d'opposition Parti populaire chrétien-social (centre-droit chrétien-démocrate) demeure le premier parti à la Chambre avec un tiers des sièges. Luc Frieden (Parti populaire chrétien-social) devient Premier ministre en formant un gouvernement de coalition avec le Parti démocratique. |
| 10 octobre | Liberia             | Présidentielle             | 1er tour de la présidentielle. | |
| 10 octobre | Liberia             | Législatives Sénatoriales  | Tour unique des législatives. | Parlement sans majorité. Le parti Congrès pour le changement démocratique (droite populiste) progresse et arrive en tête avec près d'un tiers des sièges dans les deux chambres de la législature. |
| 12 octobre | Gibraltar           | Législatives               | Territoire d'outre-mer du Royaume-Uni. | La coalition GSLP–Alliance libérale au pouvoir conserve de justesse la majorité absolue des voix, permettant à Fabian Picardo de se maintenir au poste de ministre en chef. |
| 14 octobre | Nouvelle-Zélande    | Législatives               | | Parlement sans majorité. Alternance. Le Parti national (centre-droit libéral-conservateur) remporte une majorité relative des sièges. Christopher Luxon devient Premier ministre, formant un gouvernement de coalition avec le parti ACT (droite libertarienne) et le parti Nouvelle-Zélande d'abord (centre-droit populiste). |
| 14 octobre | Australie           | Référendum constitutionnel | Le gouvernement propose d'amender la Constitution pour créer une « Voix des Premières Nations » qui conseillerait le gouvernement et le Parlement en matière d'affaires autochtones. | La proposition est rejetée par une majorité de citoyens dans tous les six États de la fédération, et par 60,8 % des citoyens au niveau national. |
| 15 octobre | Pologne             | Parlementaires             | | Parlement sans majorité. Avec le plus fort taux de participation depuis le rétablissement de la démocratie en 1989, le gouvernement de coalition dirigé par Droit et justice (droite à extrême-droite) obtient un tiers des voix et perd sa majorité absolue à la Diète, où il demeure la première force, reculant également nettement au Sénat. La Coalition civique (KO : centriste, libérale, pro-européenne) reste la 2e force parlementaire. La coalition Troisième Voie (centriste, démocrate-chrétienne) devient la 3e, devant La Gauche (social-démocrate, progressiste). Ces trois dernières coalitions, alliées aux sénatoriales, remportent une majorité absolue des sièges à la Diète et au Sénat. Deux mois après le scrutin, Donald Tusk (KO) forme un gouvernement de coalition, à la suite de la tentative vouée à l'échec de Mateusz Morawiecki. |
| 15 octobre | Pologne             | Référendum                 | Quatre propositions sont soumises aux citoyens par référendum. Elles sont proposées par le gouvernement de coalition de droite populiste et d'extrême-droite mené par Mateusz Morawiecki, qui les présente comme étant les idées que l'opposition mettrait en œuvre si elle remportait les élections, et qui appelle donc les citoyens à voter contre. L'opposition appelle, elle, au boycott du référendum. | Les quatre questions soumises à référendum sont largement rejetées par les votants, mais rendues non contraignantes par un faible taux de participation de 40,9 %. |
| 15 octobre | Équateur            | Présidentielle             | 2d tour. Le président sortant Guillermo Lasso ne se représente pas, et son parti CREO (droite libéral-conservatrice), très impopulaire, ne présente pas de candidat. | Daniel Noboa (Action démocratique nationale : droite libéral-conservatrice) est élu avec 51,8 % des voix face à Luisa González (Mouvement de la révolution citoyenne : gauche corréiste, socialiste et progressiste). |
| 22 octobre | Suisse              | Législatives               | Tour unique pour la chambre basse ; 1er tour pour la chambre haute. | Assemblée sans majorité. Au Conseil national (la chambre basse), l'Union démocratique du centre (droite à extrême-droite, national-conservatrice, libérale en économie, populiste) demeure la première force et progresse, avec plus d'un quart des sièges. Le Parti socialiste (centre-gauche social-démocrate) y demeure la deuxième force avec un cinquième des sièges, progressant également légèrement. |
| 22 octobre | Argentine           | Présidentielle             | 1er tour de la présidentielle. | |
| 22 octobre | Argentine           | Parlementaires             | Tour unique des législatives et des sénatoriales. | Congrès sans majorité. L'Union pour la patrie (centre-gauche péroniste) recule mais demeure la première force à la Chambre des députés, et manque de peu d'obtenir une majorité absolue des sièges au Sénat. |
| 29 octobre | Oman                | Législatives               | Oman est une monarchie absolue. Il s'agit d'élire le Conseil consultatif, dont le rôle est restreint. Les partis politiques sont interdits. | Le scrutin aboutit à un fort renouvellement du Conseil, les deux tiers des élus n'étant pas membres du conseil sortant. |
| 30 octobre | Nauru               | Présidentielle             | Scrutin indirect. | David Adeang l'emporte. |

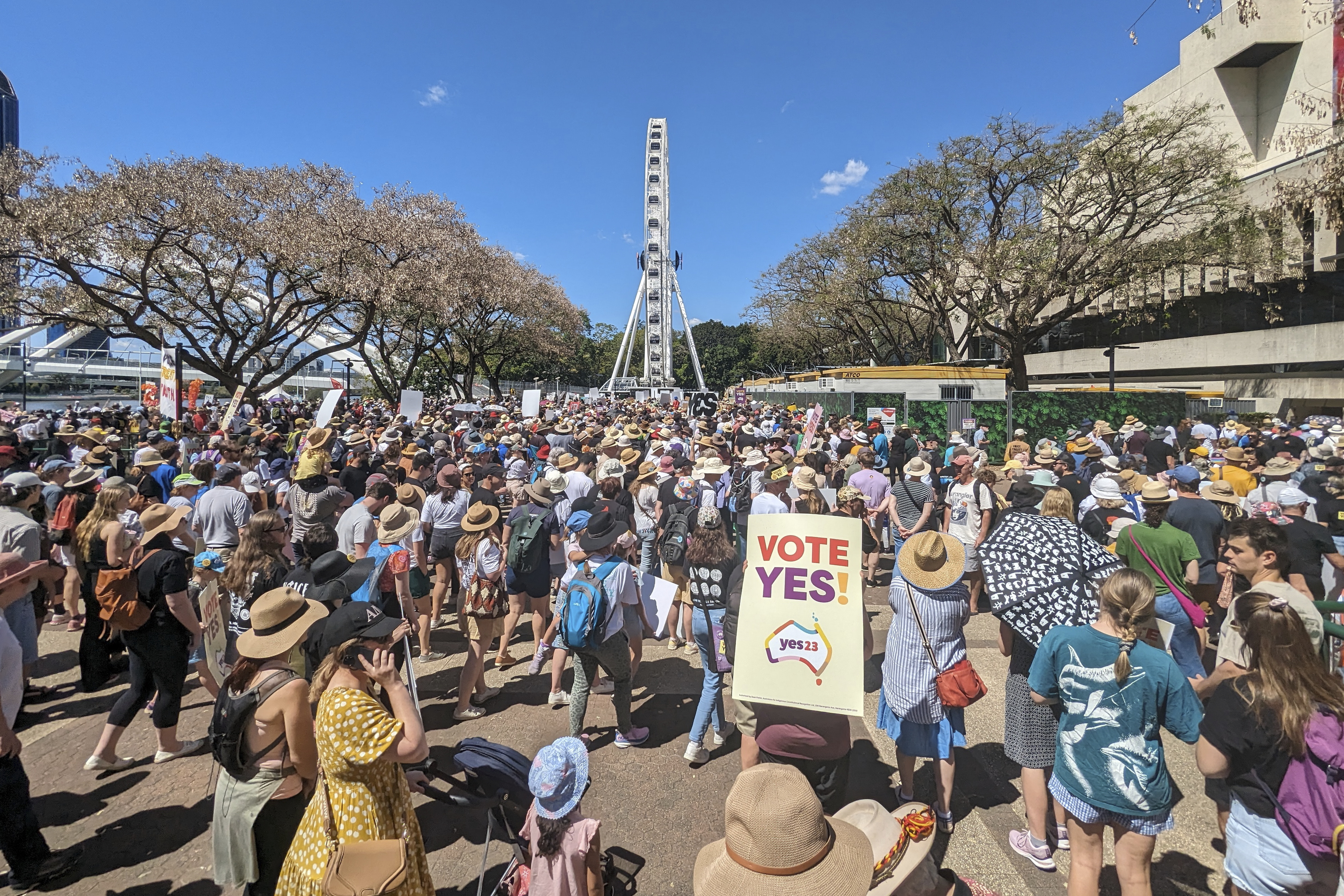
Manifestation lors de la campagne référendaire australienne.

### Novembre
| Date              | Pays          | Élections      | Contexte | Résultats |
| ----------------- | ------------- | -------------- | --- | --- |
| 14 novembre       | Liberia       | Présidentielle | 2d tour | Alternance. Joseph Boakai (Parti de l'unité : centre-droit libéral) est élu avec 50,9 % des voix face au président sortant George Weah (Congrès pour le changement démocratique : droite conservatrice, libérale en économie). |
| 16 novembre       | Madagascar    | Présidentielle | Protestant contre le fait que le président sortant, candidat à sa réélection, a la double nationalité malgache et française, dix des treize candidats cessent de faire campagne et appellent au boycott du scrutin. | Le président Andry Rajoelina (TGV : centre-gauche) est réélu dès le premier tour avec 58,95 % des voix. Le taux de participation est de 46,36 %. |
| 12 et 19 novembre | Suisse        | Législatives   | 2d tour pour la chambre haute uniquement. La chambre basse a été élue en octobre. | Chambre sans majorité. Le Centre (centre-droit chrétien conservateur, libéral en économie) y demeure la principale force avec un tiers des sièges. |
| 19 novembre       | Argentine     | Présidentielle | 2d tour. Le président sortant Alberto Fernández (Parti justicialiste : centriste, péroniste), impopulaire, ne se représente pas. Le candidat du gouvernement sortant est le ministre des Finances Sergio Massa.     | Alternance. Javier Milei (La liberté avance : droite à extrême-droite libertarienne, minarchiste et conservatrice) est élu avec 55,7 % des voix face à Sergio Massa (Union pour la patrie : centre-gauche péroniste). |
| 20 novembre       | Îles Marshall | Législatives   | | Alternance. Il n'y a pas de partis politiques aux Îles Marshall, et tous les élus siègent donc sans étiquette, en groupements informels. Quelque 40 % des élus sont de nouveaux députés. Le 2 janvier 2024, les députés élisent la candidate de l'opposition sortante Hilda Heine présidente de la république, avec une unique voix d'avance sur le président de la république sortant David Kabua. |
| 22 novembre       | Pays-Bas      | Législatives   | Élections anticipées. | Parlement sans majorité. Le Parti pour la liberté (droite radicale nationaliste et populiste) progresse nettement et obtient la majorité relative avec un quart des sièges. L'alliance Parti travailliste-Gauche verte (centre-gauche à gauche social-démocrate, écologiste et progressiste) est deuxième avec un sixième des sièges, devançant de peu le Parti populaire pour la liberté et la démocratie (centre-droit à droite libéral-conservatrice) et le parti Nouveau Contrat social (centre-droit chrétien prônant une économie sociale de marché). En mai 2024 un gouvernement de coalition est formé, avec pour Premier ministre Dick Schoof (technocrate sans étiquette). Les partis de la coalition sont le Parti pour la liberté, le Parti populaire pour la liberté et la démocratie, Nouveau Contrat social et le Mouvement agriculteur-citoyen (droite conservatrice, populiste et eurosceptique). |
| 30 novembre       | Bhoutan       | Législatives   | 1er tour. | Les deux partis qualifiés pour le second tour sont le Parti démocratique populaire (centre gauche, libéral) de l'ancien Premier ministre Tshering Tobgay arrivé largement en tête suivi du Parti tendrel du Bhoutan (centre). La grande volatilité de l'électorat bhoutanais se confirme de nouveau, le Parti vertueux du Bhoutan (centre droit, conservateur) et le Parti de l'unité du Bhoutan (centre gauche, social-démocrate), présents lors de la précédente législature de l'Assemblée nationale, perdent tous leurs sièges. |

### Décembre
| Date        | Pays                             | Élections                  | Contexte | Résultats |
| ----------- | -------------------------------- | -------------------------- | --- | --- |
| 3 décembre  | Venezuela                        | Référendum                 | À l'initiative du président Nicolas Maduro, il est demandé aux Vénézuéliens d'approuver, au travers de cinq questions, la revendication du gouvernement qui souhaite annexer plus des deux tiers du territoire du Guyana voisin. | Avec un taux de participation contesté mais estimé être très faible, les votants approuvent à plus de 95 % chacune des cinq questions posées. |
| 10 décembre | Égypte                           | Présidentielle             | L'opposition et les médias sont réprimés par les autorités. Deux des trois candidats qui se présentent formellement contre le président sortant sont des soutiens du président, qui a appuyé leurs candidatures, tandis que le troisième fait partie de l'opposition « contrôlée ». Pour garantir un fort taux de participation, des mesures coercitives ainsi qu'incitatives contraignent les Égyptiens à voter. | Sans surprise le président sortant Abdel Fattah al-Sissi (formellement indépendant mais appuyé par le Parti de l'avenir de la nation (autoritaire, conservateur, populiste), est réélu avec 89,7 % des suffrages dans un scrutin entaché de large fraude électorale. |
| 13 décembre | Suisse                           | Exécutives Présidentielle  | Scrutins indirects. | La quasi totalité des membres sortants du Conseil fédéral se représentent et sont reconduits dans leur fonction. Alain Berset ne se représente pas et est remplacé par Beat Jans. Viola Amherd est élue présidente de la Confédération pour l'année 2024.            |
| 17 décembre | Chili                            | Référendum constitutionnel | Porte sur une nouvelle constitution | Le projet de constitution issu d'une assemblée constituante dominée par la droite et l'extrême-droite est rejeté par 55,8 % des votants. |
| 17 décembre | Tchad                            | Référendum constitutionnel | Porte sur une nouvelle constitution pour restaurer un gouvernement constitutionnel après une période de régime militaire. | La proposition est approuvée par 86,0 % des votants. |
| 17 décembre | Serbie                           | Législatives               | Élections anticipées | La coalition au pouvoir, La Serbie ne doit pas s'arrêter (conservatrice, libérale en économie, populiste, pro-européenne), remporte une courte majorité absolue des sièges.                                                                                          |
| 20 décembre | République démocratique du Congo | Présidentielle             | | Le président sortant Félix Tshisekedi (Union pour la démocratie et le progrès social : centre-gauche) est réélu avec 73,5 % des suffrages exprimés face à vingt-cinq autres candidats.                                                                               |
| 20 décembre | République démocratique du Congo | Législatives               | | L'UDPS remporte environ un septième des sièges à l'Assemblée nationale, mais est majoritaire avec l'appui de partis alliés. En attente de la formation d'un gouvernement.                                                                                            |

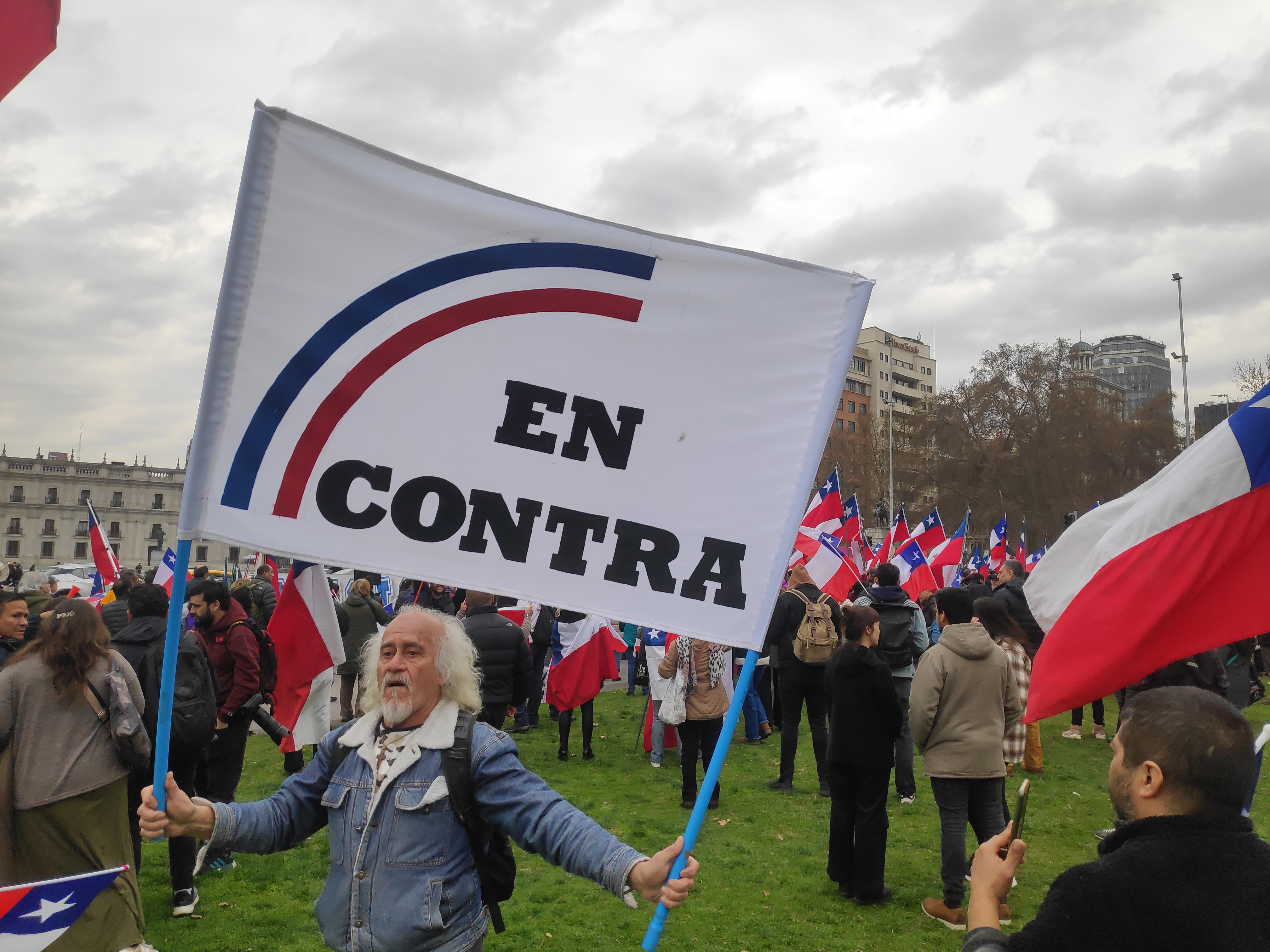
Manifestation lors de la campagne référendaire chilienne.